# 罗扎诺
罗扎诺（義大利語：Rozzano）是意大利伦巴第大区米蘭廣域市的市镇。面积为12.3平方公里，2016年人口数量为42,524人。